# Greeneocharis circumscissa
Greeneocharis circumscissa är en strävbladig växtart som först beskrevs av William Jackson Hooker och Arn., och fick sitt nu gällande namn av Per Axel Rydberg. Greeneocharis circumscissa ingår i släktet Greeneocharis och familjen strävbladiga växter.

## Underarter
Arten delas in i följande underarter:
- G. c. hispida
- G. c. rosulata